# Hamza Tlili
Hamza Tlili, né le 28 janvier 1990 à Kairouan, est un footballeur tunisien évoluant au poste de défenseur avec le Stade sportif de Meknassy. 

## Clubs
- avant 2008 : Jeunesse sportive kairouanaise (Tunisie)
- 2008-2011 : Espérance sportive de Tunis (Tunisie)
- 2011 : Union sportive monastirienne (Tunisie)
- 2018-2019 : Club sportif de Bembla (Tunisie)
- depuis 2019 : Stade sportif de Meknassy (Tunisie)

## Palmarès
- Coupe nord-africaine des vainqueurs de coupe :
  - Vainqueur : 2008
- Championnat de Tunisie :
  - Vainqueur : 2009, 2010